# 環戊丙酸雌二醇/醋酸甲羥孕酮
環戊丙酸雌二醇/醋酸甲羥孕酮（英語： estradiol cypionate/medroxyprogesterone acetate，簡稱EC/MPA）以Cyclofem等商品名稱於市面銷售，是一種複方注射避孕藥。藥物中含有環戊丙酸雌二醇 (EC)（一種雌激素）和醋酸甲羥孕酮 (MPA)（一種合成黃體素）。
雌激素與合成黃體素在避孕藥中的作用機制：抑制排卵、改變子宮內膜生長（使其變得薄弱）及增加子宮頸黏液黏稠度。雌激素與黃體素結合使用能有效提高避孕效果，減少意外懷孕的風險。
給藥方式為每月進行一次肌肉注射。
建議短期使用。長期使用此注射劑的潛在風險有：
- 增加乳癌風險： 長期暴露於高劑量的雌激素，會增加罹患乳癌的風險。
- 增加子宮內膜癌風險： 雌激素能刺激子骨膜生長，長期使用可能增加子宮內膜癌的風險。
- 心血管疾病風險： 長期使用激素替代療法可能會增加血栓、中風和心臟病的風險。
- 骨質疏鬆症： 一些研究顯示，長期使用可能影響骨質密度。藥廠於開立處方說明中設有黑框警告，建議使用Depo-Provera Contraceptive Injection（醋酸甲羥孕酮 注射避孕藥）不要超過2年。[5]
- 其他風險： 包括體重增加、情緒波動、性慾降低等。

使用此藥物的常見副作用有月經不規則，通常會隨時間而改善。其他副作用有血栓、頭痛、脫髮、憂鬱、噁心和乳房疼痛。個體於懷孕期間用藥可能會對胎兒不利，因此不建議使用。個體在進行母乳哺育期間使用，對於嬰兒可能無安全顧慮。此藥物主要透過阻止使用者的排卵而發揮作用。
EC/MPA於1993年進入醫療用途，並於2000年在美國獲得批准。它已被納入世界衛生組織基本藥物標準清單之中。已有18個國家核准其用於避孕用途，包括墨西哥、泰國和印尼等國家。但此藥物已於美國市場停售。

## 醫療用途
EC/MPA用於預防女性懷孕，給藥方式為每個月注射一次。

### 可供選擇劑型
EC/MPA的劑型為每劑0.5毫升的微晶水懸浮液，含有5毫克雌二醇環戊酯和25毫克醋酸甲羥孕酮。僅需每月注射一次。包裝形式為單劑量小瓶和安瓿。配方中的粒徑有93%在5至16微米之間。

## 歷史
醋酸甲羥孕酮（Depot MPA或DMPA) 和EC/MPA是由美國普強製藥在1960年代開發。 DMPA（商品名稱Depo-Provera）於1969年首次在美國以外地區用作單一雌激素避孕藥注射劑，隨後於1992年在美國獲准用於節育目的。 各種關於EC/MPA作為避孕藥的初步研究報告於1968年至1978年期間發表。世界衛生組織（WHO）於1970年代晚期啟動一項名為人類生殖研究、開發和研究培訓特別計劃（WHO/HRP）的倡議，以開發複方注射避孕藥，此項目屬於WHO為提高全球男女兩性在避孕藥具的取得性和有效性工作中的一項。研究者試圖透過摻入雌激素來彌補用藥者月經不規則的副作用，而成為停止使用僅含黃體素注射避孕藥（如DMPA）的主因。倡議的資金由聯合國開發計劃署 (UNDP)、聯合國人口基金 (UNFPA) 和世界銀行提供。
WHO於1980年對環戊丙酸雌二醇、戊酸雌二醇和苯甲酸雌二醇進行藥物代謝動力學研究，以確定哪種酯類最適用於複方注射避孕藥。WHO繼普強製藥最初開發出代號為Cyclo-Provera的藥物後，在1980年代和1990年代初將EC/MPA聯合製成避孕用複方劑，代號為HRP-112。WHO也開發出戊酸雌二醇/庚酸炔諾酮避孕用複方劑（代號HRP-102）。開發EC/MPA的工作於1990年代初完成，之後授權給WHO/HRP參與建立的概念基金會以及多家製藥公司以進行生產、行銷等相關事項。EC/MPA於1993年在墨西哥、泰國和印尼作為複方注射避孕藥，以Cyclofem等品牌推出。到1998年，它已獲得18個國家/地區（大部分在拉丁美洲和亞洲）的核准使用。普強製藥於2000年在美國推出EC/MPA的複方注射避孕藥，商品名稱為Lunelle。但此製劑已於2003年底在美國停產。

## 社會與文化

### 通用名稱
EC/MPA最初被稱為Cyclo-Provera（或Cycloprovera），也因其先前開發的代號HRP-112而為人知。

### 品牌名稱
EC/MPA的商品名稱有Ciclofem、Cicclofemina、Cyclofem、Cyclofemina、Cyclogeston、Femelin、Femydrol、Gestin、Harmonis、Lunella、Lunelle和Novafem。

### 藥物供應
EC/MPA已被至少18個國家/地區批准使用。它正在或已在玻利維亞、巴西、智利、中國、哥倫比亞、哥斯大黎加、多明尼加共和國、厄瓜多爾、薩爾瓦多、瓜地馬拉、香港、印尼、馬來西亞、墨西哥、巴拿馬、秘魯、泰國、美國、和辛巴威等國家使用。 但美國已停售此藥物。